# Farafra
Farafra depressionen (arabisk: واحة الفرافرة) er en 980 km2 stor geologisk depression, efter areal den næststørste i det vestlige Egypten men den mindste efter befolkning, og ligger nær breddegrad 27,06° nord og længde 27,97° øst i den store vestlige ørken i Egypten, cirka midtvejs mellem Dakhla og Bahariya-oaserne.
Farafras befolkning blev anslået til 5.000 indbyggere i 2002, og de bor hovedsageligt i byen Farafra og er hovedsageligt lokale beduiner. Dele af byen har komplette kvarterer med traditionel arkitektur, enkle, glatte, usminkede, alt sammen i mudderfarve - lokal kultur og traditionelle metoder til at bygge og udføre reparationer er blevet understøttet af turismen i byen. Ofte grupperet sammen med Farafra er de varme kilder ved Bir Sitta (den sjette brønd) og søen El-Mufid.

## Etymologi
Ordet al-Farafra (al-Farafira i lokal udtale, Arabic al-Farfarun i middelalderen) er en brudt flertalsform af Arabic farfar betyder "brusende forår". Oasen blev på Ancient Egyptisk kaldt "kvægets land".

## Historie
Arkæologiske fund tyder på, at Farafra-regionen har været beboet siden slutningen af Pleistocæn. Farafra var kendt i oldtidens egyptiske historie, i det mindste siden Mellemriget. I den ptolemæiske periode var regionen under administration af Oxyrhynchite nome (19. øvre egyptiske nome).

## Den hvide ørken
En vigtig geografisk attraktion i Farafra er den hvide ørken kendt som Sahara el Beyda, White Desert nationalpark) - en nationalpark i Egypten og 45 km nord for byen Farafra, hvis hovedtræk er dens klippetype med farver fra snehvid til cremefarvet. Den har massive kalkstensformationer, der er lærebogseksempler på vindslebne sten, og som er blevet til som følge af lejlighedsvise sandstorme i området.
 
På grund af sin geografiske placering og geologiske formation har den mere end 100 brønde spredt ud over Farafra-området, hvoraf mange er naturlige. Nogle af brøndene i Farafra er blevet et yndede turistmål. Bir Sitta, (brønd 6 på arabisk), Bir Sab'a (brønd 7) og Bir Ithnian wa ishrin (brønd 22) er de vigtigste. På grund af vandets varme temperatur og en lav svovlprocent er disse brønde gunstige til svømning og afslapning. Der er en stor turistbrønd ved navn Abu Nus 15 kilometer nord for kanten af Farafra. 

## Galleri
- Kalkstensklippeformation
- Al-Farafra – Al-Bahariya vej
- Klippeformation
- Klippeformationer
- Set på afstand